# 하위 데이
하워드 컨 데이(영어: Howard Kern Day, 1981년 1월 15일 ~ )는 미국의 싱어송라이터이다. 1990년대 후반 솔로 가수로서 그의 경력을 시작한 데이는 광범위한 투어와 콘서트에서 샘플러와 이펙터 페달을 사용한 것으로 유명해졌다. 그는 2000년 셀프 자금 조달로 제작한 첫 번째 앨범인 Australia를 셀프 발매했다.
데이는 결국 2002년 메이저 레이블인 에픽 레코드와 음반 계약을 맺었고, 그 후 그의 데뷔작을 재발매하고 후속작인 Stop All The World Now를 제작했다. 처음에는 판매가 부진했음에도 불구하고, 2005년 초에 골드 인증을 받은 Stop All The World Now는 현재까지 데이의 가장 성공적인 히트곡인 "She Says"와 "Collide"를 비롯한 다수의 싱글이 수록되었다. 이후 "Collide"는 데이의 첫 번째 플래티넘 싱글이 되었고, 결국 150만 건의 다운로드를 기록했다.
Stop All The World Now 발매 전 5년간의 투어와 발매 후 3년간의 투어를 마친 데이는 잠시 휴식을 취하며 음악 작업에 집중했다. 데이는 2009년 5월 Be There EP를 발매했고, 2009년 9월 8일 세 번째 앨범인 Sound The Alarm를 발매했다. 2014년 12월, 데이는 새 앨범 Lanterns의 제작 자금을 마련하기 위해 플레지뮤직에서 캠페인을 시작했고, 2015년 4월 16일에 후원자들에게 앨범이 선공개되었으며, 2015년 4월 28일 아이튠즈를 통해 발매되었다. 이 앨범의 몇몇 곡들은 에이미 맨이 백 보컬로 참여했다.